# Boulenophrys acuta
Boulenophrys acuta (лат.) — вид бесхвостых земноводных из семейства рогатых чесночниц. Эндемик Китая, известный только с территории уезда Фынкай провинции Гуандун. Экология исследована плохо. Считается видом, находящимся на грани полного исчезновения.

## Внешний вид
Имеет стройное туловище небольшого размера, длина которого составляет 28,1–33,6 мм у самок и 27,1–33,0 мм у самцов. Ширина головы немного превышает её длину. Морда при взгляде сверху явно заострённая, сильно выдаётся вперёд; при взгляде сбоку выглядит скошенной назад по направлению ко рту и сильно выдаётся за край нижней челюсти. Верхние края морды угловатые, с хорошо выраженным переломом от края глаза к концу морды (лат. canthus rostralis). На краю века имеется крупный, хорошо заметный бугорок в форме рога. Барабанная перепонка крупная и хорошо заметна. Сошники не несут зубы. Край языка гладкий, без вырезки сзади. Наиболее длинным пальцем передней лапы является третий, после него идёт четвёртый, затем второй (может быть равен четвёртому) и первый. У основания каждого из них с нижней стороны лапки имеется хорошо выраженный бугорок. Пальцы на задней лапе имеют небольшую мясистую перепонку у основания и слабо выраженную бахрому по краям. Спина покрыта гладкой кожей с рассеянными зёрнышками и несколькими бугорками. Некоторые из этих бугорков образуют Х-образный гребень. По бокам от него имеется по одному прерывистому гребню. Окраска спинной стороны тела коричневая с неполным тёмным треугольником между глазами и прямоугольной тёмной отметиной в задней части спины. На предплечье имеется выраженная чёрная поперечная полоса. Ещё 3—5 неполных полос имеется на задней конечности. У самцов один резонатор, расположенный под горлом. Брачные мозоли слабо выражены.

## Распространение и образ жизни
Известен только с типовой территории, заповедников Хэйшидин и Цисин в уезде Фынкай китайской провинции Гуандун, где встречается на высоте 270—450 м над уровнем моря. Площадь области распространения оценивается в 65 км². Населяет подстилкку влажных субтропических вечнозелёных широколиственных лесов и подлесок около горных ручьёв в лесах. Регистрировался только в первичных лесах. Экология вида исследована плохо. Предполагается, что размножается с ноября по ранний июнь в ручьях, где впоследствии происходит личиночное развитие.

## Численность и природоохранный статус
Считается локально обычным видом, но численность популяций снижается, и в связи со строительством дорог у границ заповедников она могла снизиться на 10 %. Кроме того, расширение эвкалиптовых плантаций приводит к фрагментации местообитаний. В связи с этим Международный союз охраны природы отнёс вид к категории находящихся на грани полного исчезновения.

## Филогения и систематика
Согласно филогенетическому анализу, проведённому авторами первоначального описания на основании последовательностей фрагмента гена 16S рРНК, является сестринским видом по отношению к Megophrys brachykolos (ныне Boulenophrys brachykolos). В 2023 году был перемещён в род Boulenophrys.